# 聖山パノラマスキー場
聖山パノラマスキー場（ひじりやまパノラマスキーじょう）は、長野県長野市にあったスキー場。
初心者向け主体のコースで、スノーボードは全面滑走可能。ナイター営業は実施していなかった。
2008年11月13日、長野市は利用低迷で施設などの規模や、スキー人口の低迷等を考え今後大幅な利用増は見込めないと判断し、2008年シーズン限りで廃止を表明した。今後の跡地利用は未定だが、農地などへの転用が検討されている。
その後営業を続けたが2009年-2010年シーズンの終了後に営業を終了した。

## コース
2基のリフトにより、5本のコースが設置されていた。
- シラカバコース（上級）
- パノラマコース・スカイコース（中級）
- 聖メインコース（中級）
- アルペンコース（初級）
- 林間コース（初級）

## アクセス
- 長野自動車道麻績ICから約25km
- 上信越自動車道更埴ICから約30km
- 東日本旅客鉄道篠ノ井線：聖高原駅（タクシー）